# Equipo de Copa Davis de Uzbekistán
El Equipo de Uzbekistán para la Copa Davis es el representante de Uzbekistán en la Copa Davis. Su primera participación fue en 1994 (en años anteriores formó parte del Equipo de la Unión Soviética para la Copa Davis. Este equipo nunca formó parte del Grupo Mundial, aunque estuvo en varias ocasiones en los Play Offs. Uzbekistán jugará los play offs contra Kazajistán por un lugar en el Grupo Mundial de la Copa Davis 2013.
- Datos: Q2118259